# Tom Fox
Thomas William Fox (7 juillet 1951 - 9 mars 2006) est un pacifiste et quaker nord américain. Il était membre de l'ONG Christian Peacemaker Teams (CPT) (en) et est mort comme otage durant son engagement en Irak.

## Sa vie
Fox est originaire de Clear Brook (en) en Virginie. Il a servi pendant vingt ans dans l'orchestre officiel du Corps de marine des États-Unis, appelé «The President's Own», et était joueur accompli de clarinette et de flûte à bec. Père de deux enfants, il a travaillé comme épicier.
Quaker depuis les années 1980, Fox était responsable des programmes pour la jeunesse de la Société religieuse des Amis (quakers) de la région de Baltimore.

## Otage en Irak
Tom Fox s'engage avec les CPT en Irak en 2003. Il est enlevé le 26 novembre 2005 par un groupe irakien jusqu'alors inconnu, nommé Brigades des Épées du droit, avec trois autres membres des CPT en Irak, un Britannique (Norman Kember) et deux Canadiens (James Looney et Harmeet Singh Sooden).
Les ravisseurs ont menacé de tuer tous les otages à moins que les États-Unis ne libèrent tous les prisonniers irakiens d'ici au 8 décembre 2005. Plus tard, cette date-limite a été repoussée au 10 décembre.
Le 10 décembre, Katherine Fox, la fille de Tom, a publié une déclaration selon laquelle elle et son père pensent que les irakiens ont des craintes légitimes concernant la présence américaine en Irak, mais que «ces plaintes, cependant, ne seront pas résolues en prenant la vie de mon père.»
Le 7 mars 2006, Al-Jezira a publié une vidéo montrant les trois autres otages, mais n'a pas montré Fox,. Le 10 mars 2006, le Département d'État des États-Unis a annoncé que le corps de Fox avait été découvert la veille à Bagdad,. Des rapports contradictoires disent qu'il aurait été torturé, ou non.
Les trois autres otages ont été libérés grâce à une mission spéciale de la coalition le jeudi 23 mars 2006, après quatre mois de captivité. Ils n'ont pas été torturés.